# Betsey Stevenson
Pour les articles homonymes, voir Stevenson.
Betsey Ayer Stevenson, née en 1971, est l'économiste en chef du Département du Travail des États-Unis de 2010 à 2011.

## Biographie
En 2013 elle est nommée au Conseil des conseillers économiques de la Maison-Blanche.